# (948) Jucunda
(948) Jucunda es un asteroide perteneciente al cinturón de asteroides descubierto el 3 de marzo de 1921 por Karl Wilhelm Reinmuth desde el observatorio de Heidelberg-Königstuhl, Alemania.
Está posiblemente nombrado por una chica del calendario Lahrer Hinkender Bote.